# イギリスの世界遺産
イギリスの世界遺産 はユネスコの世界遺産リストに登録されているイギリス国内の文化・自然遺産の一覧。

## 文化遺産
- グウィネズのエドワード1世の城郭と市壁 - (1986年)
- ダラム城と大聖堂 - (1986年)
- アイアンブリッジ峡谷 - (1986年)
- ストーンヘンジ、エーヴベリーと関連する遺跡群 - (1986年)
- ファウンテンズ修道院遺跡群を含むスタッドリー王立公園 -
- バース市街 - (1987年)
- ローマ帝国の国境線 - (1987年。2005年、2008年拡張) [注釈 1]
- ウェストミンスター宮殿、ウェストミンスター寺院、聖マーガレット教会 - (1987年)
- ブレナム宮殿 - (1987年)
- カンタベリー大聖堂、聖オーガスティン修道院と聖マーティン教会 - (1988年)
- ロンドン塔 - (1988年)
- エディンバラの旧市街・新市街 - (1995年)
- マリタイム・グリニッジ - (1997年)
- オークニー諸島の新石器時代遺跡中心地 - (1999年)
- ブレナヴォンの産業景観 - (2000年)
- バミューダ島の古都セント・ジョージと関連要塞群 - (2000年)
- ソルテア - (2001年)
- ニュー・ラナーク - (2001年)
- ダーウェント峡谷の工場群 - (2001年)
- キュー王立植物園 - (2003年)
- 海商都市リヴァプール - (2004年)
- コーンウォールと西デヴォンの鉱山景観 - (2006年)
- ポントカサステ水路橋と運河 - （2009年）
- フォース橋 - （2015年）
- ゴーラムの洞窟群（英語版）-（2016年）
- イングランドの湖水地方 - (2017年)
- ジョドレルバンク天文台 -（2018年）
- ヨーロッパの大温泉保養都市群（2021年。ほか6か国と共有）
- ウェールズ北西部のスレート関連景観（2021年）

## 自然遺産
- ジャイアンツ・コーズウェーとコーズウェー海岸 - (北アイルランド、1986年)
- ヘンダーソン島 - (南太平洋、1988年)
- ゴフ島とイナクセシブル島 - (南大西洋、1995年、2004年拡張)
- ドーセットと東デヴォンの海岸 - (イングランド南部、2002年）

## 複合遺産
- セント・キルダ - (1986年、2004年、2005年拡張)

## 地域別

### イングランド
- ダラム城と大聖堂 - (1986年)
- ストーンヘンジ、エーヴベリーと関連する遺跡群 - (1986年)
- ファウンテンズ修道院遺跡群を含むスタッドリー王立公園 - (1986年)
- アイアンブリッジ峡谷 - (1986年)
- バース市街 - (1987年)
- ローマ帝国の国境線 - (1987年、2005年拡張)
  - ハドリアヌスの長城
- ウェストミンスター宮殿、ウェストミンスター寺院、聖マーガレット教会 - (1987年)
- ブレナム宮殿 - (1987年)
- カンタベリー大聖堂、聖オーガスティン修道院と聖マーティン教会 - (1988年)
- ロンドン塔 - (1988年)
- マリタイム・グリニッジ - (1997年)
- ソルテア - (2001年)
- ダーウェント峡谷の工場群 - (2001年)
- ドーセットと東デヴォンの海岸 - (2001年)
- キュー王立植物園 - (2003年)
- 海商都市リヴァプール - (2004年)
- コーンウォールと西デヴォンの鉱山景観 - (2006年)
- イングランドの湖水地方 - (2017年)
- ジョドレルバンク天文台 -（2018年）
- ヨーロッパの大温泉保養都市群（2021年）

### ウェールズ
- グウィネズのエドワード1世の城郭と市壁 - コンウィ城、ビューマリス城、カーナーヴォン城、ハーレフ城 (1986年)
- ブレナヴォンの産業景観 - (2000年)
- ポントカサステ水路橋と運河 - (2009年)
- ウェールズ北西部のスレート関連景観 -（2021年）

### スコットランド
- セント・キルダ - (1986年、2004年拡張)
- ローマ帝国の国境線 - (1987年、2005年拡張)（イングランドに既出）
  - アントニヌスの長城
- エディンバラの旧市街・新市街 - (1995年)
- オークニー諸島の新石器時代遺跡中心地 - (1999年)
- ニュー・ラナーク - (2001年)
- フォース橋 - （2015年）

### 北アイルランド
- ジャイアンツ・コーズウェーとコーズウェー海岸 - (1986年)

### イギリスの海外領土
- ヘンダーソン島 - (1988年)
- ゴフ島とイナクセシブル島 - (1995年、2004年拡張)
- バミューダ島の古都セント・ジョージと関連要塞群 - (2000年)
- ゴーラムの洞窟群（英語版）-（2016年）